# Reinhard Langanke
Reinhard Langanke (* 26. Dezember 1951) ist ein ehemaliger deutscher Radrennfahrer.

## Sportliche Laufbahn
Langanke war Straßenfahrer und in der DDR aktiv. Er startete für den SC Dynamo Berlin. 1972 wurde er in die Nationalmannschaft der DDR berufen und startete in der Polen-Rundfahrt. Er beendete das Etappenrennen auf dem 34. Platz. 1973 gewann er das Eintagesrennen Berlin–Bad Freienwalde–Berlin, das das Eröffnungsrennen für die Leistungsklasse der DDR-Fahrer war. Er wurde Dritter der nationalen Meisterschaft im Straßenrennen hinter dem Sieger Dieter Gonschorek.
Seinen bedeutendsten internationalen Erfolg hatte er 1974 mit dem Sieg im Rennen Gran Premio Ronico Nagra in Rom. Im Gran Premio della Liberazione wurde er Dritter hinter dem Sieger Cvitko Bilić. Zudem gewann er die 3-Etappenfahrt von Burgstädt und wurde Zweiter der Niederösterreich-Rundfahrt. In der Slowakei-Rundfahrt schied er aus, in der Jugoslawien-Rundfahrt wurde er 49. im Endklassement. 1975 konnte er die Oder-Rundfahrt und eine Etappe im Tribüne Bergpreis für sich entscheiden. 1976 siegte er im Criterium Asów.
Mit dem 8. Platz in der DDR-Rundfahrt 1976 holte er seine beste Platzierung bei fünf Starts in der heimischen Rundfahrt.
Bei den DDR-Meisterschaften im Bahnradsport wurde er auf der Sommerbahn 1976 Dritter in der Mannschaftsverfolgung mit seinen Mannschaftskameraden Holger Kickeritz, Ottmar Trittel und Holger Kölling. Bei den gleichen Meisterschaften wurde er im selben Jahr auf der Winterbahn ebenfalls 3. im Zweier-Mannschaftsfahren gemeinsam mit Hans-Rüdiger Groß.